# Margites exiguus
Margites exiguus là một loài bọ cánh cứng trong họ Cerambycidae.